# Global Environmental Citizen Award
Global Environmental Citizen Award — екологічна нагорода, створена Центром охорони здоров’я та глобального довкілля Гарвардської медичної школи, яку щорічно присуджують людині, яка працює над відновленням і захистом глобального навколишнього середовища.

## Лауреати премії
У 2003 році приматолог Джейн Гудолл здобула щорічну нагороду Гарварду Global Environmental Citizen Award. Гудолл заснував програму під назвою «Te Care», спрямовану на створення банків мікрокредитування та навчання методів збереження для мешканців поблизу лісу та національного парку.
У 2004 році нагороду вручили журналісту Біллу Моєрсу, який започаткував дискусію про зв'язок між навколишнім середовищем і різними політичними тенденціями, як-то дискурс між екологічною політикою та релігійним правом. Прийняття Моєрсом пов’язало зростання руху християнського фундаменталізму та екологічну політику післяколумбової епохи.
Альберт Ґор, 45-й віцепрезидент Сполучених Штатів, був лауреатом премії 2005 року. Він давно висловлював свої думки щодо ролі технологій у проблемах навколишнього середовища — від біомедичної та генної інженерії до соціально-екологічного впливу парникових газів.
У 2007 році Чарльза, принца Уельського було нагороджено нагородою Global Environmental Citizen Award за його роботу щодо збереження навколишнього середовища. У 1990 році Чарльз заснував Duchy Originals, компанію, яка надає  нові ринки збуту своїх товарів дрібним фермерам і постачає високоякісні органічні товари за допомогою стійкіших методів виробництва. Відтоді Duchy Originals швидко виріс і отримує прибуток понад 1 мільйон фунтів стерлінгів на рік, ставши одним із найвідоміших і успішних натуральних брендів у Сполученому Королівстві. Протягом десятиліть принц висловлював занепокоєння з приводу небезпечних ризиків генетично модифікованих харчових продуктів, виступав за дослідження хімічного землеробства та його впливу на здоров’я людини, запускав численні проєкти розвитку в сільських громадах та підтримував корпоративну відповідальність за навколишнє середовище. Принц активно закликав до підвищення енергоефективності та зменшення токсичних викидів. У своїй нагородній промові принц звернув увагу на роль британського уряду у визнанні зміни клімату найважливішим глобальним пріоритетом.
У 2008 році Кофі Аннан і Еліс Вотерс здобули нагороду за внесок у стале життя та сільськогосподарське виробництво. Кофі Аннан  на посаді Генерального секретаря Організації Об’єднаних Націй керував Оцінкою екосистем тисячоліття, був президентом Глобального гуманітарного форуму, а зараз є головою Альянсу за зелену революцію в Африці. Еліс Вотерс, засновниця Chez Panisse Foundation, заснувала органічний клас «Їстівний шкільний двір» у Берклі, штат Каліфорнія, де студенти різного віку можуть доглядати за землею, збирати врожай та готувати свіжу їжу з саду. Як шеф-кухарка, Вотерс давно виступає за екологічно вироблені місцеві товари та розширення прав і можливостей молоді за допомогою освітніх програм харчування.

## Список переможців
Джерело: Гарвардський коледж
- Барбара Кінґсолвер (2013)
- Алек Болдуін (2012)
- Жизель Бюндхен (2011)
- Шановний Джон Керрі і Тереза Гайнц (2010)
- Її Величність Королева Нур і Едвард Нортон (2009)
- Кофі Аннан і Еліс Вотерс (2008)[9]
- Чарльз, принц Уельський (2007)[10]
- Альберт Гор (2005)
- Білл Мойєрс (2004)
- Джейн Гудолл (2003)
- Гаррісон Форд (2002)
- Едвард Осборн Вілсон (2001)
- Вірал Десай (2021)